# 尼爾·阿姆斯壯級海洋研究船
尼爾·阿姆斯壯級海洋研究船是一款於2010年代服役於美國海軍的海洋研究船，由隸屬於美國海軍研究辦公室旗下的斯克里普斯海洋研究所運作與使用。2012年9月24日，美國海軍部長雷·馬布斯宣布以首位登上月球的太空人尼爾·阿姆斯壯命名此艦級和首級艦。

## 發展
由於早先服役於海軍的羅伯特·康拉德級海洋研究船，已趨近老化，因此美軍於2010年5月下訂新型海洋研究船，並於2012年由达科他克里克工业公司動工建造。該艦於2014年完工，並由尼爾·阿姆斯壯的遺孀卡羅爾··阿姆斯壯（英語：主持命名儀式，隨後於2015年正式服役，其姊妹艦莎莉·萊德號則於2016服役，並同樣由其伴侶譚姆·奧肖內西主持命名儀式。
尼爾·阿姆斯壯級採用單體船身的商船設計，能在近岸和遠洋執行科學任務與探查，並配備有起重機與絞盤，可將研究設備與補給品從船側吊裝進出，另設有可容納24位科學家的住宿設施。該級的動力系統則採用多驅動低電壓柴油電力推進系統，以提升效率並降低維護與燃料成本。尼爾·阿姆斯壯級配備最先進的海洋研究設備，能進行深海測繪，並配備資訊技術系統，可用於船舶監控及全球陸地通信。

## 同級艦
| 艦名            | 舷號    | 造船廠               | 置放龍骨   | 下水       | 服役       | 操作者               | 退役 | 結局   |
| --------------- | ------- | -------------------- | ---------- | ---------- | ---------- | -------------------- | ---- | ------ |
| 尼爾·阿姆斯壯號 | AGOR-27 | 达科他克里克工业公司 | 2012-08-17 | 2014-02-22 | 2015-09-23 | 伍茲霍爾海洋研究所   | 尚未 | 服役中 |
| 莎莉·萊德號     | AGOR-28 | 达科他克里克工业公司 | 2012-08-31 | 2014-08-04 | 2016-07-01 | 斯克里普斯海洋研究所 | 尚未 | 服役中 |

## 補充
1. ↑  嚴格來說是羅伯特·康拉德級的克諾爾號（英语：RV Knorr）
2. ↑  致敬曾參與韓戰並成為海軍試飛員，同時也是首位登上月球的太空人尼爾·阿姆斯壯中尉
3. ↑  致敬物理學家，同時也是首位進入太空的美國女性太空人莎莉·萊德